# Cecil Reddie
Cecil Reddie (1858-1932) est un pédagogue britannique, fondateur de l'école d'Abbotsholme, la première école nouvelle britannique.

## Biographie
Cecil Reddie est né dans une famille écossaise de la classe moyenne. Orphelin à treize ans, il fut pensionnaire pendant les six années suivantes au collège de Fettes. Son expérience de surveillant l'amène à décider de devenir éducateur. Il poursuit à l'université d'Édimbourg des études de médecine et de chimie, et revient en 1885 à Fettes en tant que professeur de sciences. Les idées qu'il prône, en particulier en matière d'éducation sexuelle, détonnent dans le collège, qu'il quitte en 1887 pour Clifton College de Bristol.
Il rencontre à cette époque le poète Edward Carpenter, qui aura une grande influence sur ses idées d'éducateur.
En 1889, il fonde l'école d'Abbotsholme, avec RF Muirhead et William Cassels qui finance l'expérience. L'école ouvre avec seize élèves. Très vite, des conflits apparaissent entre les fondateurs et Reddie demeure seul dirigeant de l'école. Ces conflits de personnes, dus à la forte personnalité de Reddie, se répéteront tout au long de sa carrière : les professeurs, souvent étrangers, se succéderont à Abbotsholme, venant découvrir ses pratiques, puis repartant fonder leurs propres écoles.
En 1906, malade, il doit quitter la direction d'Abbotholme pour se soigner deux ans aux États-Unis.
Il reprend ensuite la direction de l'école jusqu'à sa retraite en 1927. L'école connaît des difficultés pendant la seconde guerre des Boers et la Première Guerre mondiale en raison des sympathies pro-allemandes de Cecil Reddie ; en 1927, elle ne compte plus que deux élèves, et ne doit sa survie qu'à l'intervention d'anciens élèves. Son successeur, Colin Sharp, redressera rapidement la situation, mais, au fil du temps, Abbotshome deviendra un collège plus traditionnel.

## Principes éducatifs
Influencé par les auteurs romantiques, Cecil Reddie n'est pas loin de croire aux théories rousseauistes de l'homme naturellement bon, cependant il estime que ces dispositions à la bonté nécessitent d'être éveillées et développées. Il rêve d'une école qui permettait aux enfants de transcender leurs potentialités.
Cette école est clairement destinée à la formation de l'élite aristocratique, pour « répondre aux besoins normaux des classes dirigeantes de la nation anglaise réorganisée ». Reddie tente de débarrasser le collège anglais d'enseignements qu'il juge sans rapport avec la réalité, et plus proches du bourrage de crâne que de l'instruction. Il recherche un enseignement plus pratique et plus cohérent. Selon un de ses premiers professeurs « le but d'Abbotsholme était de développer toutes les facultés et qualités des garçons par un programme rénové et étendu qui relierait les disciplines les unes aux autres de façon qu'elles s'expliquent et se renforcent mutuellement, et qui s'adapteraient à l'environnement… »
Reddie s'élève contre les collèges traditionnels, « usines où l'on fabriquait à la douzaine des candidats aux examens ». Le sport, outil de compétition, est remplacé par les travaux manuels et les travaux des champs.
L'éducation morale a une place importante, les élèves les plus âgés encadrant les plus jeunes.

## Influence
Les travaux de Reddie à l'école d'Abbotsholme sont une expérience pionnière dont s'inspireront les premiers pédagogues de l'éducation nouvelle.
John Badley sera enseignant à Abbotsholme de 1890 à 1892, il en reprendra certains principes pour fonder dès 1893 l'école de Bedales.
En 1896, Hermann Lietz demeure plusieurs mois à Abbotholme, avant de fonder en Allemagne le mouvement des écoles populaires. Il fait connaître ses idéaux, en particulier auprès de Kurt Hahn et Adolphe Ferrière. Puis, en 1897, Edmond Demolins décrira cette tentative dans À quoi tient la supériorité des Anglos-saxons, à la suite de quoi il fondera l'école des Roches, pionnière en France des méthodes actives.
Un autre ancien enseignant, Friedrich Gründer, publie en 1910 Le mouvement des écoles nouvelles et fonde une École nouvelle en Suisse.
Bien qu'ayant en tant que telle connu peu de succès en Angleterre, l'œuvre de Cecil Reddie peut donc être considérée comme fondatrice pour l'éducation nouvelle. Elle rejette le système de punitions corporelles anglais pour lui substituer des principes d'autodiscipline et de tutorat. Bien que refusant la mixité, elle pose les principes d'éducation par la vie réelle. John Bradley, le fondateur de Bedales, disait : « Reddie m'a enseigné tout ce que je devais faire et comment ne pas le faire. »